# Christian Meidlinger (Radsportler)
Christian Meidlinger (* 5. September 1971 in Wien) ist ein ehemaliger österreichischer Radrennfahrer und nationaler Meister im Radsport.

## Sportliche Laufbahn
Meidlinger war im Bahnradsport aktiv. Er war Teilnehmer der Olympischen Sommerspiele 1992 in Barcelona. Im 1000-Meter-Zeitfahren kam er beim Sieg von José Moreno Sánchez auf den 13. Rang. Bei den Spielen 1996 in Atlanta wurde er im Zeitfahren auf dem 9. Platz klassiert.
Von 1993 bis 1995 gewann er die nationale Meisterschaft im Sprint. 1997 gewann er den Titel im Omnium sowie im Zweier-Mannschaftsfahren mit Wolfgang Kotzmann als Partner. 1997 und 1998 gewann er die Meisterschaft im Zeitfahren.